# نيكي ترافيس
نيكي ترافيس (بالإنجليزية: Nicky Travis)‏ هو لاعب كرة قدم بريطاني في مركز نصف الجناح، ولد في 12 مارس 1987 في شفيلد في المملكة المتحدة. لعب مع سنترال كوست مارينرز وشيفيلد يونايتد ونادي تشيسترفيلد.

## وصلات خارجية
- نيكي ترافيس على موقع قاعدة بيانات كرة القدم.إي يو (الإنجليزية)
- نيكي ترافيس على موقع Soccerbase.com (لاعب) (الإنجليزية)
- نيكي ترافيس على موقع عالم كرة القدم.نت (الإنجليزية)